# 室園丈裕
室園 丈裕（むろぞの たけひろ、1969年8月3日 - ）は、日本の男性声優。オフィス薫所属。神奈川県出身。

## 人物
勝田声優学院第9期、オフィス薫付属声優養成所第1期卒。声域はバリトン。趣味は読書、おいしいものを食べること。

## 出演
太字はメインキャラクター。

### テレビアニメ
1993年
- しましまとらのしまじろう（隊長）

1994年
- 銀河戦国群雄伝ライ（夏侯才）
- マクロス7（マイケル）

1995年
- 黄金勇者ゴルドラン（警官）
- 怪盗セイント・テール（店主B）
- 鬼神童子ZENKI（青年、弓道大会アナウンス）
- 神秘の世界エルハザード（カツオ 他）
- スレイヤーズ（1995年 - 2008年、盗賊C、ゾロもどき、劇団員、兵士、ウェイター 他） - 4シリーズ
- ロミオの青い空（警備員）

1996年
- 家なき子レミ（ドアマン、若い男）
- シンデレラ物語（絵描き）
- 逮捕しちゃうぞ（1996年 - 2001年、吉田、赤元襟人、カズ、芳垣、野口 他） - 2シリーズ
- 超者ライディーン（係員、警官、防衛隊隊員）
- 天空のエスカフローネ（パイル、狩人A、兵A、下士官B）
- 魔法少女プリティサミー（天野茂樹）
- 名探偵コナン（1996年 - 2004年、梶健也、堤康之、泉水陽一、井田刑事 他）
- わんころべえ（わんころべえのパパ、バイオリンの先生）
- 勇者指令ダグオン（1996年 - 1997年、ヌーベル星人、アナウンサー、ゼルマー 他）

1997年
- EAT-MAN（公安C、男A、兵士、道化）
- 吸血姫美夕（神魔、作業員A、船長、ユイリィの父、立木の部下 他）
- 中華一番!（受験者C、レンの部下B、進行係）
- 超魔神英雄伝ワタル（1997年 - 1998年、司会者、心星人）
- ネクスト戦記EHRGEIZ（第一ユニット副隊長）
- バトルアスリーテス大運動会（セルゲイ・ガレンシュタイン）
- 忍ペンまん丸（みの助）
- マッハGoGoGo（男）
- 勇者王ガオガイガー（堀口五浪、救急隊員）

1998年
- 異次元の世界エルハザード（カツオ）
- カウボーイビバップ（チンピラB、男、メンフィスブラザーズ2）
- 時空転抄ナスカ（壇琢磨）
- serial experiments lain（耳）
- セイバーマリオネットJ to X（花形屋店長）
- 聖ルミナス女学院（ジム・ホワイト）
- センチメンタルジャーニー（警官、ホテル受付、マスター）
- DTエイトロン（データニアボイス、ビュアー）
- Bビーダマン爆外伝（パラス、ならずボン、アイスケンシュタイン）
- 魔術士オーフェン（店主）

1999年
- イソップワールド（レッド、トッド、ネッド）
- ジバクくん（村人）
- ∀ガンダム（ラルファ・ゼノア、ベンジャム、現場ボス、農民A、パイロットC 他）
- Bビーダマン爆外伝V（ゴルゴン）

2000年
- アルジェントソーマ（副官）
- 犬夜叉（2000年 - 2002年、侍大将、城主）
- 風まかせ月影蘭
- 学校の怪談（宮ノ下礼一郎）
- 幻想魔伝 最遊記（偽八戒）
- Sci-Fi HARRY（キャサリンの父）
- タイムボカン2000 怪盗きらめきマン（編集者）
- ファーブル先生は名探偵（司会者）

2001年
- グラップラー刃牙（加藤清澄 他）
- GROOVE ADVENTURE RAVE（ジャヴァ・レット・ダハーカ、ジェイド）
- 地球防衛家族（TVキャスター）
- 爆転シュート ベイブレード（2001年 - 2003年、おじさんB、運転手、神父、中年コック、リック、TVカメラマン） - 2シリーズ
- 魔法戦士リウイ（冒険者A）
- 無敵王トライゼノン（カーク）

2002年
- Witch Hunter ROBIN（益田四郎）
- キディ・グレイド（部下C）
- GetBackers-奪還屋-（背広の男）
- 激闘!クラッシュギアTURBO（馬良）
- 十二国記（革午、州師将軍）
- 天地無用! GXP（海賊A、リョーコ艦船員B、海賊船船長、四加一樹 他）
- 東京ミュウミュウ（作業員）
- ドラゴンドライブ（先生）
- 七人のナナ（教師）
- 花田少年史（若き日の歳三、ユキの父 他）
- フルメタル・パニック!（2002年 - 2005年、アル、ジマー、エドワード・サックス、エド・オルモス、バンカーヒル副官 他） - 3シリーズ

2003年
- アストロボーイ・鉄腕アトム（本部長）
- GAD GUARD（男）
- ガングレイヴ（エディ・ガラルデ）
- 獣兵衛忍風帖 龍宝玉篇（村人、武士 他）
- シンデレラボーイ（リー）
- ダイバージェンス・イヴ（モロゾフ）
- 探偵学園Q（泥棒）
- DEAR BOYS（医師、審判、教師）
- 鋼の錬金術師（2003年 - 2004年、ウィンリィの父、ヴァトー・ファルマン、看守B）
- 人間交差点（人事部長）
- プラネテス（パパイヤン、部下）
- マーメイドメロディー ぴちぴちピッチ（リチャード）

2004年
- GANTZ（野崎大地、男性教師）
- 攻殻機動隊 S.A.C. 2nd GIG（パイロット）
- SAMURAI 7（モスケ）
- サムライチャンプルー（猿橋、彦一、チンピラ、役人）
- 鉄人28号（2004年版）（ロングラン）
- 爆裂天使（ニュースアナ）
- 遙かなる時空の中で-八葉抄-（鍛冶屋の親方、侍従の父 他）
- 忘却の旋律（副市長）
- みさきクロニクル〜ダイバージェンス・イヴ〜（モロゾフ、客）
- MEZZO -メゾ-（細川）
- 妄想代理人
- MONSTER（2004年 - 2005年、ユンケルス、主任警官、男、記者C、警官、客A、男A、スタッフ、無線の声）
- ローゼンメイデン（塾の講師）

2005年
- 陰陽大戦記（神流B、ショウカク）
- 巌窟王（門番2）
- SPEED GRAPHER（倉沢、組長 他）
- ゾイドジェネシス（バルブロ）
- ぺとぺとさん（店長）
- ラムネ（校長）

2006年
- いぬかみっ!（セバスチャン）
- 奏光のストレイン（ロッティの父）
- 蒼天の拳（紅華会 使いの者）
- デジモンセイバーズ（ドゥフトモン）
- NARUTO -ナルト-（星の里の忍たち）
- 西の善き魔女 Astraea Testament（パーティー会場の声）
- 働きマン（編集者D、大木）

2007年
- おおきく振りかぶって（2007年 - 2010年、志賀剛司） - 2シリーズ
- 怪物王女（赤錆村の覆面男）
- ケロロ軍曹（パセリグリーン）
- ぼくらの（榊原保）
- ミヨリの森（男2）
- MOONLIGT MILE 2ndシーズン -Touch down-（ロドリゲス、シュワルツ）
- ロケットガール（ウェイン・パークハイマー）

2008年
- アリソンとリリア（マテオ）
- Yes!プリキュア5GoGo!（ディレクター）
- キャシャーン Sins（ロボット）
- CLANNAD 〜AFTER STORY〜（須藤）
- ゴルゴ13（ブライアン、クー）
- のらみみ2（トチオの父）
- Mnemosyne-ムネモシュネの娘たち-（教授）
- ワールド・デストラクション 〜世界撲滅の六人〜（店主）

2009年
- 蒼天航路（曹豹）
- ドルアーガの塔 〜the Sword of URUK〜（直訴の男）
- RIDEBACK -ライドバック-（BMA-A、刑事）

2011年
- THE IDOLM@STER（スタッフA）
- メタルファイト ベイブレード 4D（サラの父親）

2013年
- 問題児たちが異世界から来るそうですよ?（通行人）

2014年
- のうりん（ナイスガイ浜岡）
- 普通の女子校生が【ろこどる】やってみた。（太田貢）

2018年
- フルメタル・パニック! Invisible Victory（アル）
- ツルネ シリーズ（2018年 - 2023年、湊の父） - 2シリーズ

### 劇場アニメ
1995年
- マクロス7 銀河がオレを呼んでいる!（ペケソ）

1996年
- 劇場版 X-エックス-（サラリーマン）
- 劇場版 天地無用! in LOVE

1997年
- ヘルメス－愛は風の如く（ナレーション）

1999年
- 逮捕しちゃうぞ the MOVIE（柴犬運輸運転手）
- ハッピーバースデー 命かがやく瞬間（花村孝）

2000年
- エスカフローネ（パイル）

2001年
- いのちの地球 ダイオキシンの夏（アントニオ）
- ∀ガンダムI 地球光（ラルファ・ゼノア）
- ∀ガンダムII 月光蝶（ラルファ・ゼノア）

2002年
- シックス・エンジェルズ（中尉）

2005年
- 劇場版 鋼の錬金術師 シャンバラを征く者（ヴァトー・ファルマン）

2006年
- 劇場版 遙かなる時空の中で 舞一夜（初老の貴族）

2007年
- 鉄人28号 白昼の残月

2009年
- ヱヴァンゲリヲン新劇場版:破
- よなよなペンギン

2010年
- ブレイク ブレイド（重騎士A、バルド隊隊員B）

2013年
- SHORT PEACE「GAMBO」（鬼）

2022年
- 劇場版ツルネ -はじまりの一射-（湊の父）

### OVA
1992年
- 世界の光 親鸞聖人（良作）

1994年
- 幽幻怪社（院長）

1995年
- 腐った教師の方程式
- ダーティペアFLASH3（管制官、SP、館内放送）
- 新海底軍艦（ミリアス）
- 神秘の世界エルハザード（雲助A）
- 聖羅ヴィクトリー（刑事D）
- バイオ・ハンター（上司）

1996年
- スレイヤーズすぺしゃる（獣人D）
- 同級生2（長岡芳樹）
- 闘神伝（クルー）
- 新世紀GPXサイバーフォーミュラSAGA（クルー）
- BLUE SEED2
- ボンバーマン 勇気をありがとう 私が耳になる
- マスク・アニメーション（トーキン・ヘッドの部下）

1997年
- ジャングルDEいこう!
- 神秘の世界エルハザード2（バグロム）
- B'T-X NEO（兵士C）

1998年
- 支配者の黄昏 TWILIGHT OF THE DARK MASTER（田島）
- 鉄拳 -TEKKEN-（警備員）
- バブルガムクライシス TOKYO 2040（1998年 - 1999年、クズイ、ジェイド、ハルマ 他）

1999年
- 青山剛昌短編集「ちょっとまってて」（カメラマン）
- 青山剛昌短編集「夏のサンタクロース」（ホワイト）
- 同級生2 Special 卒業生
- メルティランサー The Animation（クルー ア、守衛）

2000年
- ジョジョの奇妙な冒険 ADVENTURE（看守、パイロット）
- sin THE MOVIE（フレデリック）
- 霊能探偵ミコ（出雲哲蔵、百聞堂渓人）

2002年
- karen（堂島）
- 最終痴漢電車 Rail-1（労務者）
- ジョジョの奇妙な冒険 ADVENTURE（死人）
- 遙かなる時空の中で-紫陽花ゆめ語り-（町の男）

2003年
- 恥辱診察室（長塚京三郎）
- 遙かなる時空の中で2-白き龍の神子-（貴族1）

2004年
- 王ドロボウJING in Seventh Heaven3（男）
- 機動戦士ガンダム MS IGLOO 1年戦争秘録（GM隊隊長）

2005年
- 永遠のアセリア（ラキオス王）
- 奈美SOS! ファースト・バトル（淫魔A）

2006年
- 機動戦士ガンダムSEED C.E.73 STARGAZER（運転士）
- 特務捜査官レイ&風子（紫煙）

2007年
- 戦乙女スヴィア（フルングルニ）

2010年
- こえでおしごと! The ANIMATION（海津泰人）

2013年
- FAIRY TAIL × RAVE（ジャヴァ・レット・ダハーカ）

2015年
- 普通の女子校生が【ろこどる】やってみた。 クリスマススペシャル（太田貢）

2017年
- 天地無用!魎皇鬼 第四期（四加一樹）

### Webアニメ
- どるふろ -癒し篇2-（2021年、掃除機、ARs）

### ゲーム
1996年
- NOëL NOT DiGITAL（宅配男）
- 神秘の世界エルハザード（バグロム兵）
- ポポロクロイス物語（ドン、ゴン）

1997年
- 機動戦士Ζガンダム 後編 宇宙を駆ける（カラ）
- 竜機伝承 〜DRAGOON〜（バシュア・グレアガルバ）

1998年
- 探偵 神宮寺三郎 夢の終わりに（野田雅弘）
- レイディアントシルバーガン（アレン）

1999年
- 金田一少年の事件簿3 青龍伝説殺人事件（村井敏行）
- ゲートキーパーズ（自衛隊隊員A）
- ときめきメモリアル2（三原咲之進、筋肉番長、木枯らし番長、警官）
- 爆走デコトラ伝説2 〜男人生夢一路〜（石蔵、正晴）
- まぼろし月夜（竹田明彦）

2001年
- リリーのアトリエ 〜ザールブルグの錬金術士3〜（アイオロス）

2002年
- GROOVE ADVENTURE RAVE 〜未完の秘石〜（レット）
- GROOVE ADVENTURE RAVE ファイティングライブ（レット）
- GROOVE ADVENTURE RAVE 〜光と闇の大決戦〜（レット）
- GROOVE ADVENTURE RAVE 〜光と闇の大決戦2〜（レット）

2003年
- 少女義経伝（平知盛）

2004年
- アカイイト（主）
- スーパーロボット大戦MX（キャスモドン、ファルゴス）
- 遙かなる時空の中で3 十六夜記（藤原秀衡）
- 鋼の錬金術師2 赤きエリクシルの悪魔（泥酔者）

2006年
- いぬかみっ! feat.Animation（セバスチャン）
- サムライチャンプルー HIPHOPサムライアクション（白金鬼）
- 十二国記 赫々たる王道 紅緑の羽化（州師将軍、兵士指揮官、虎嘯の仲間、おじさん）
- ローゼンメイデン ドゥエルヴァルツァ

2007年
- 召喚少女 〜ElementalGirl Calling〜（リド）
- スーパーロボット大戦OG ORIGINAL GENERATIONS（DC艦長）
- 竜機伝承 〜DRAGOON〜（バシュア・クレアガルバ）

2008年
- スーパーロボット大戦Z（百鬼兵、百人衆）

2009年
- スーパーロボット大戦NEO（邪竜兵）

2011年
- 第2次スーパーロボット大戦Z 破界篇（シュバル・レプテール）
- 遙かなる時空の中で5（藤原秀衡）

2012年
- 第2次スーパーロボット大戦OG

2013年
- スーパーロボット大戦Operation Extend（邪竜兵）

2014年
- アサシン クリード ユニティ（ルイ16世）
- 第3次スーパーロボット大戦Z 時獄篇 / 天獄篇（2014年 - 2015年、アル） - 2作品
- 三国志パズル大戦（黄忠、張昭）

2015年
- アサシン クリード シンジケート（アルヴァロ・グラマティカ）
- 三国戦紀WEB
- Fallout 4（槍騎兵隊長ケルズ）

2017年
- オーディンクラウン（クレイグ）
- スーパーロボット大戦V（アル）
- スーパーロボット大戦X-Ω（アル）

2018年
- フルメタル・パニック！ 戦うフー・デアーズ・ウィンズ（エドワード・"ブルーザー"・サックス、アル）

2019年
- スーパーロボット大戦DD（2019年 - 2024年、アル）

2021年
- ファンタジア・リビルド（アル）

### ドラマCD
- アンジェリーク外伝 無限音階 Vol.3（反乱兵）
- 雨柳堂夢咄（九城・竜衛）
- Weiß kreuz Glühen Fight Fire With Fire（メイガン）
- 吸血姫美夕（神魔・霧乱）
- 英雄伝説IV「朱紅い雫」（追い剥ぎ1）
- 怪異いかさま博覧亭（鳴釜）
- サボテンの秘密（担任）
- JOKER FILE 1〜ムーン・ファンタジー（タチバナ・ケイ）
- っポイ!（ベンジャミン）※『月刊メロディ』全員プレゼント
- 天空のエスカフローネ ジェチアの想い（バイル）
- 東京ジュリエット（警備員）
- バトルアスリーテス大運動会（牛兵衛）
- 鋼の錬金術師「天上の宝冠」（御者）※『月刊少年ガンガン』付属
- 遙かなる時空の中で（武士団棟梁）
  - 遙かなる時空の中で 花鏡（農民）
  - 遙か&コルダ ドキドキ（イノリの師匠）
- BUD BOY（族A、透の父、無頼風1、兵士1）
- GファンタジーコミックCDコレクション ファイアーエムブレム暗黒竜と光の剣（側近）
- フォーチュン・クエスト外伝（ロドリゲス、大男）
- 普通の女子校生が【ろこどる】やってみた。『ろこどるサミットやってみた』（太田貢）※単行本第3巻ドラマCD付き特装版[11]
- 新世紀GPXサイバーフォーミュラSAGA ROUND4 I WILL BE BACK（ロブ）
- 新世紀GPXサイバーフォーミュラ SAGAII ROUND1 真実の一瞬（リッキー・マーソン）
- “文学少女”と飢え渇く幽霊【前篇】（刑事）
- MIND ASSASSIN（刑事）
- 魔神英雄伝ワタル外伝 CDシネマ3 ピュアピュアヒミコ 第三巻（ワタルの担任）
- マリーのアトリエ ドラマCD（盗賊団のボス）
- ロードス島戦記 風と炎の魔神（衛兵）
- メンズ校（舎監先生）
- 勇者王ガオガイガー スペシャルドラマ4 〜ID5は永遠に…〜（居酒屋店員A）

### BLCD
- FLESH&BLOOD（バルデス）
- 紫の焔（九条時雨）
- WEST END（客B）
- 原獣文書（イワン・ロストフ医師）
- 純情ロマンチカ（編集長）
- 平八郎天下御免（堀田）
- 本気（マジ）で欲しけりゃモノにしろ!（ロバート・スタイン）

### 吹き替え

#### 映画
- RV（ラリー・モイファイン〈ロブ・ラベル〉）
- ある公爵夫人の生涯（リチャード・シェリダン〈エイダン・マクアードル〉）
- アメリカン・スウィートハート（デイヴ・オハンロン〈レイン・ウィルソン〉）
- アメリカン・パイシリーズ（クリス・オストライカー〈クリス・クライン〉）
  - アメリカン・パイ（クリス・オストライカー）
  - アメリカン・サマー・ストーリー（クリス・オストライカー）
  - アメリカン・パイパイパイ!完結編 俺たちの同騒会（クリス・オストライカー）
- アベンジャーズ（ポーター〈リチャード・ランスデン〉）
- イブラヒムおじさんとコーランの花たち（モモの父〈ジルベール・メルキ〉）
- インプラント（ポール〈マーク・ブルカス〉）
- ウェイストランド〜NY若者のすべて（タイソン・“タイ”・スウィンデル〈ブラッド・ロウ〉）
- ヴァンパイア黙示録（署長〈クラウス・フリガレ〉）
- エイミー、エイミー、エイミー! こじらせシングルライフの抜け出し方（アーロン・コナーズ〈ビル・ヘイダー〉）
- エスケープ・フロム・L.A.（スキンヘッド〈ロバート・キャラダイン〉）※ソフト版
- エニグマ奪還（トニー〈エディー・イザード〉）
- 王様と私（ルンタ〈カルロス・リヴァス〉）※テレビ東京版
- オペレーション・デルタフォース2（ハッチ〈スペンサー・ロックフォート〉）
- ガールズ・ルール! 100%おんなのこ主義（デニス〈マシュー・ローレンス〉）
- 合衆国崩壊の日（ホブソン）
- キャリー2（ジェシー〈ジェイソン・ロンドン〉）
- ギルティ・オブ・ラブ（グレゴリー〈ショーン・ペン〉）
- 撃鉄 GEKITETZ ワルシャワの標的（ショーン・コールド〈ジェフリー・ピアース〉）
- ケミカル51（リザード〈ミート・ローフ〉）
- ゲット・ザ・マネー（ルービック〈トーケル・ペターソン〉）
- CODE:0000 コード:ゼロ（ドミニク〈マイケル・アイアンサイド〉）
- 恋の方程式 あなたのハートにクリック2（マイケル〈ベン・アフレック〉）
- 降霊（コートニー〈チャールズ・パウエル〉）
- 殺人療法2（ブラッド〈ニコラス・サドラー〉）
- 最後の恋のはじめ方
- サタデー・ナイト・フィーバー ※DVD・BD新録版
- ザ・ファン（ホアン・プリモ〈ベニチオ・デル・トロ〉）※ソフト版
- ザ・ロック ※ソフト版
- ザ・ロストワールド（ジョン・ロクストン卿〈ウィル・スノー〉）※ビデオ版
- ザ・ロストワールド2 ピラミッドの謎（ジョン・ロクストン卿〈ウィル・スノー〉）
- 情熱の迷走（エディ〈デビッド・チョカチ〉）
- G.I.ジェーン（ウィックワイヤー〈ボイド・ケスナー〉）※フジテレビ版
- 幸せの1ページ（ジャック・ルソー〈ジェラルド・バトラー〉）※DVD版
- シャイニング ※テレビ東京版
- ジョシュア 大国に抗った少年（ジェイソン・ング）
- 白いカラス（若き日のコールマン〈ウェントワース・ミラー〉）
- ストリートファイター ※ソフト版
- スリーパーズ（トミー・マルカーノ〈ビリー・クラダップ〉）※フジテレビ版
- スピードウェイ・ジャンキー（スクービー〈ジャスティン・ウーリッチ〉）
- センダー/超誘導体
- セント・エルモス・ファイアー（ビリー・ヒックス〈ロブ・ロウ〉）
- 戦火の牙 K9戦略司令（サマーズ〈ダーク・チートウッド〉）
- セブンデイズ 絶対的復讐（トッド〈ジーク・レットマン〉）
- セイブ・ザ・ワールド（ウィル・ハッチンズ捜査官〈A・ラッセル・アンドリュース〉）
- ソルジャードッグス
- タイタンズを忘れない（ブルー・スタントン〈アール・ポイティアー〉）
- タロス・ザ・マミー/呪いの封印（ヤング）
- 脱獄者（ローレンス）
- デス・ウィルス/発光体（ニック〈アントニオ・サバト・Jr.〉）
- デイライト（マイキー〈レノリー・サンティアゴ〉）※ソフト版
- 鉄板スポーツ伝説
- デルフィーヌの場合（アラン〈マキシム・マンシオン〉）
- 閉ざされた森（カストロ〈クリスチャン・デ・ラ・フエンテ〉）
- ドン・キホーテ ラ・マンチャの男（サムソン・カラスコ〈ジェームズ・ピュアフォイ〉）
- ニュース・ブレイカー（ジェームス・マクナマラ〈マイケル・スポンド〉）
- ノー・トゥモロー（ブッシュ）
- バットマン & ロビン Mr.フリーズの逆襲 ※ソフト版
- 配達人（ウイル〈デビッド・ストリクランド〉）
- 判決前夜/ビフォア・アンド・アフター
- バードケージ ※ソフト版
- パーフェクト ストーム（アルフレッド・ピエール〈アレン・ペイン〉）
- バイオハザードII アポカリプス
- パラダイスの逃亡者
- ファイト・クラブ（リッキー〈アイオン・ベイリー〉）
- ファイアーストーム（シャーマン〈ジョナサン・ヤング〉）
- ファンタスティック・フォー ［超能力ユニット］ ※ソフト版
- フィフス・エレメント（フォッグ〈リー・エヴァンス〉）※日本テレビ版
- ファイナル・デッドサーキット 3D
- ブラック&ホワイト（アーニー〈カール・アンソニー・ペイン2世〉）
- ブレイド（カーティス〈ティム・ギニー〉）
- ブレイザウェイ（マドックス〈マーク・モーティマー〉）
- ブレード・スクワット（ビリー・M〈ザック・ウォード〉）
- ベスト・キッド4 ※DVD版
- ボルケーノ・インフェルノ（ピーター〈ダン・コルテス〉）
- ホロコースト -アドルフ・ヒトラーの洗礼-（リカルド・フォンタナ〈マチュー・カソヴィッツ〉）
- マスク
- マキシマム・スピード（ゼミル〈エルドゥアン・アタライ〉）
- マレーナ
- Mr.マグー
- モンスーン・ウェディング
- 霊幻道士8 空飛ぶドラキュラ・リターンズ
- U-571（ビル・ウェンツ〈ジャック・ノーズワージー〉）※DVD版
- U・ボート ※テレビ東京版
- ラスト・マップ/真実を探して（ジェイソン・レア〈ジョシュ・ルーカス〉）
- ラストサマー（レイ・ブロンソン〈フレディ・プリンゼ・ジュニア〉）※ソフト版
- ラストサマー2（レイ・ブロンソン〈フレディ・プリンゼ・ジュニア〉）※ソフト版
- ラブ・アクチュアリー（マーク〈アンドリュー・リンカーン〉）
- ラブ・オブ・ザ・ゲーム（ケン〈カーマイン・ジョヴィナッツォ〉）※ソフト版
- 理想の結婚（トミー〈ベン・パレン〉）
- レオン ※オリジナル版
- ROCK YOU!（ウィリアム・サッチャー〈ヒース・レジャー〉）※ソフト版
- わすれな歌（シアオ〈アンポン・ラッタウォン〉）
- ワイアット・アープ ※テレビ東京版
- ワイルド・スピード（ランス〈レジー・リー〉）※テレビ朝日版
- ワイルド・スピードX3 TOKYO DRIFT（ハン・ルー〈サン・カン〉）
- 恋愛小説家 ※VHS・DVD版
- 連鎖犯罪/逃げられない女（チョッパー・ウッド〈ボキーム・ウッドバイン〉）※旧DVD・ビデオ版

#### ドラマ
- アウトバーンコップ（ゼミル・ゲーカーン〈エルドゥアン・アタライ〉）※プライムウェーブ版
- アリー my Love
- インターチェンジ（ゼミル・ゲーガン〈エルドゥアン・アタライ〉）
- 秋の童話〜オータム・イン・マイ・ハート〜（ユン・ジュンソ〈ソン・スンホン〉）
- ERIX緊急救命室 #8（マイケル）
- イタズラなKiss（校長）
- エド〜人生のスプリット〜（アーサー・デイリー）
- FBI: 特別捜査班
- FBI: Most Wanted 〜指名手配特捜班〜（クリントン・スカイ〈ナサニエル・アルカン〉[12]）
- エレメンタリー ホームズ&ワトソン in NY #4（アーロン）
- グレイズ・アナトミー2 恋の解剖学（ロニー）
- 刑事ナッシュ・ブリッジス
- コールドケース3 #6
- CSI:2 科学捜査班（ウォルト・ブローン〈ジョセフ・ウィル〉）
- 大旗英雄伝（風九幽）
- 24 -TWENTY FOUR- シーズン4
- ドラゴン桜〈韓国版〉（カン・ソッコ〈キム・スロ〉）
- NIKITA / ニキータ（チャーリー）
- 犯罪捜査官ネイビーファイル5（ヴィクター・ガリンデス一等軍曹〈ランディー・ヴァスケス〉）
- 犯罪捜査官ネイビーファイル2（マーク・ハリダン〈クイン・ダフィー〉）
- ビバリーヒルズ高校白書 シーズン2
- バーン・ノーティス 元スパイの逆襲（トム・ストリックラー〈ベン・シェンクマン〉）
- パワーレンジャーシリーズ
  - パワーレンジャー（ハチャソーラス、カルディアトロン）
- フルハウス（AD、ジミー）
- ミディアム 霊能者アリソン・デュボア
- 名探偵モンク2 #9（スキャット）
- メントーズ 〜世界の偉人たちからのメッセージ〜 シーズン4
- リゾーリ&アイルズ2（ハンク・キャリー〈ジョシュア・ビトン〉）

#### アニメ
- アトランティス 失われた帝国

### 特撮
- テツワン探偵ロボタック（1998年、カバドスの声）
- テツワン探偵ロボタック&カブタック 不思議の国の大冒険（1998年、カバドスの声）
- スーパー戦隊シリーズ
  - 獣電戦隊キョウリュウジャー（2013年、デーボ・アキダモンネの声）
  - 帰ってきた獣電戦隊キョウリュウジャー 100 YEARS AFTER（2014年、アキダモンネの声）
  - 快盗戦隊ルパンレンジャーVS警察戦隊パトレンジャー（2018年、ジュゴーン・マナッティの声[13]）

### ラジオドラマ
- 天地無用! ラジオ電影箱（ナレーション）
- ハイパーあんな（王友会長）
- フルメタル・パニック! 踊るベリー・メリー・クリスマス（アル）

### ナレーション
- コベルコ建機 eマグ コンセプト映像
- 美女と湯けむり（旅チャンネル）

### ボイスオーバー
- BS世界のドキュメンタリー（NHK-BS1）

### 舞台
- オフィス薫付属養成所修了公演「アンチゴーヌ」（2005年、演出）

### その他コンテンツ
- スカイ・A・アイスホッケー日本リーグ（1995年 - 1996年シーズンの試合中継に於けるナビゲート）

### シリーズ一覧
1. ↑  第1期『-風舞高校弓道部-』（2018年）、第2期『-つながりの一射-』（2023年）